# Balclutha plutonis
Balclutha plutonis är en insektsart som beskrevs av George Willis Kirkaldy 1910. Balclutha plutonis ingår i släktet Balclutha och familjen dvärgstritar. Inga underarter finns listade i Catalogue of Life.